# Pristimantis albericoi
Espèce
Synonymes
- Eleutherodactylus albericoi Lynch & Ruíz-Carranza, 1996

Statut de conservation UICN

 CR B1ab(iii)+2ab(iii) : 
En danger critique
Pristimantis albericoi est une espèce d'amphibiens de la famille des Craugastoridae.

## Répartition
Cette espèce est endémique du département de Chocó en Colombie. Elle se rencontre à San José del Palmar à environ 950 m d'altitude sur le versant Ouest de la cordillère Occidentale et dans la Serranía de los Paraguas.

## Étymologie
Cette espèce est nommée en l'honneur de Michael S. Alberico (1937-2005).

## Publication originale
- Lynch & Ruíz-Carranza, 1996 : New sister-species of Eleutherodactylus from the Cordillera Occidental of southwestern Colombia (Amphibia: Salientia: Leptodactylidae). Revista de la Academia Colombiana de Ciencias Exactas Fisicas y Naturales, vol. 20, no 77, p. 347-363.